# Orchestra del Titanic

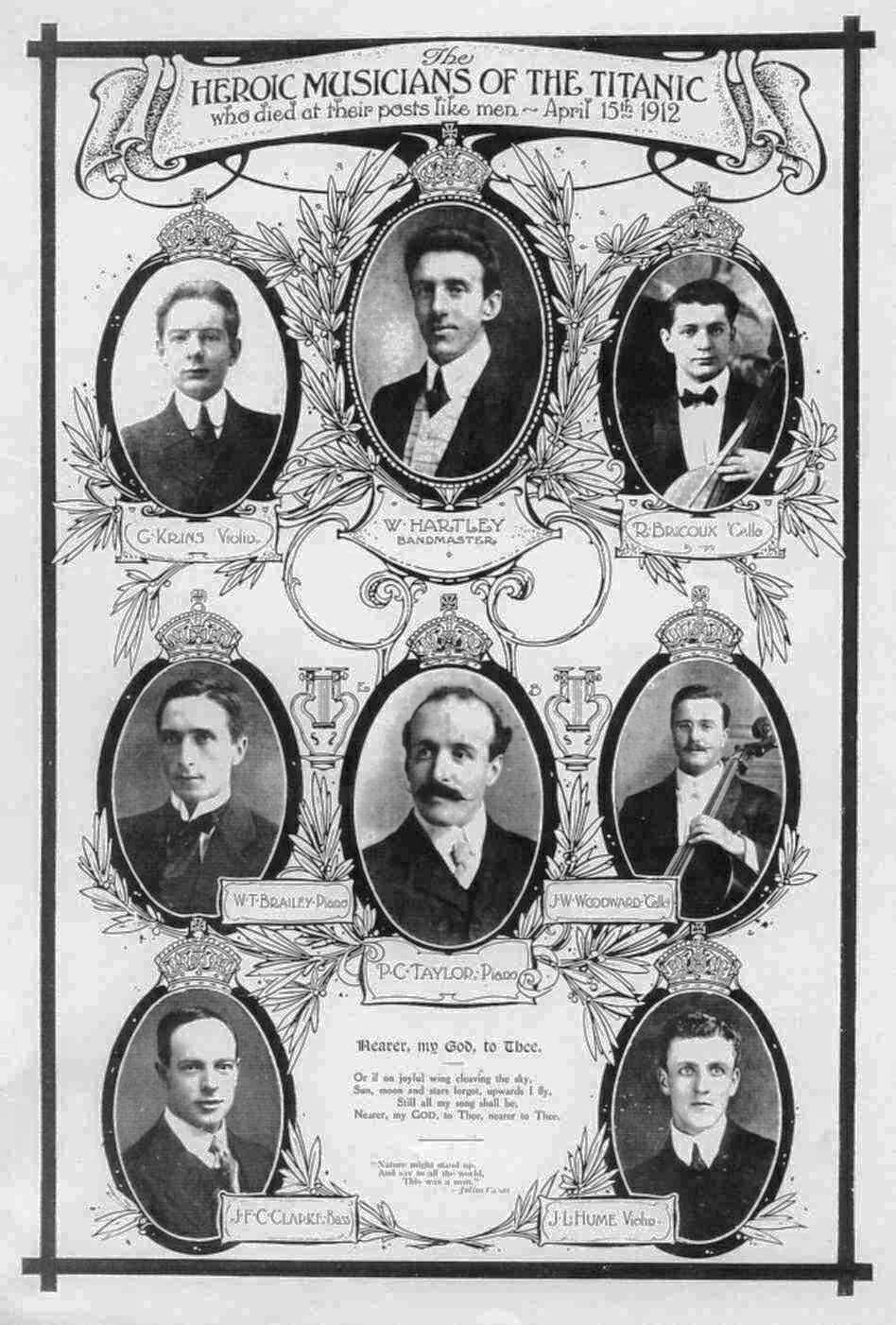
L'orchestra del Titanic al gran completo. Da sinistra in alto: George Krins, Wallace Hartley, Roger Bricoux, Theodore Brailey, Percy Taylor, Wes Woodward, John Clarke e John Hume.

L'orchestra del Titanic era un'orchestra composta da otto musicisti di età tra i 20 e i 40 anni, incaricati di suonare a bordo del transatlantico RMS Titanic durante la traversata inaugurale nell'aprile del 1912. Diretta da Wallace Hartley, che ne aveva supervisionato la formazione, era composta dallo stesso Hartley e da Theodore Brailey, John Hume, Percy Taylor, Frederick Clarke, John Woodward, Roger Bricoux e George Krins. I componenti erano tutti britannici tranne gli ultimi due, rispettivamente francese e belga, e avevano suonato per orchestre prestigiose. Vennero ingaggiati dalla Black Talent Agency, che all'epoca organizzava e gestiva, nonostante le critiche al riguardo, tutte le orchestre dei transatlantici.
Durante la traversata del Titanic, l'orchestra era formata da un quintetto e da un trio separati, nonostante né la composizione precisa degli elementi né i luoghi delle esibizioni e il repertorio siano conosciuti con certezza. La presenza dell'orchestra era particolarmente apprezzata dai passeggeri. I musicisti non facevano parte dell'equipaggio della nave e viaggiavano come passeggeri di seconda classe. L'orchestra meritò le sue lettres de noblesse nella notte tra il 14 e il 15 aprile, quando il transatlantico naufragò dopo la collisione con un iceberg, che fu l'unico momento in cui gli otto orchestrali suonarono tutti insieme, continuando a suonare fino a poco prima dell'inabissamento della nave per contenere il panico. L'eroismo dell'orchestra è entrato nella leggenda, così come l'ultimo brano suonato, riguardo al quale le testimonianze non corrispondono, ma che generalmente si ritiene sia stato l'inno cristiano Più presso a te, Signor. Alcuni storici, tuttavia, sostengono che la presenza dell'orchestra abbia potuto creare una sensazione di sicurezza che ha impedito alle persone di capire cosa stava accadendo e di abbandonare la nave velocemente.
I musicisti morirono tutti durante il naufragio. I corpi di tre di loro vennero in seguito recuperati dalla Mackay-Bennett, mentre quelli degli altri componenti non furono mai trovati e/o identificati. I funerali, in particolare quelli di Hartley, furono seguiti da migliaia di persone. Il pubblico e la stampa rimasero fortemente affascinati dall'eroismo dell'orchestra, commemorata in numerosi monumenti, e i musicisti del Titanic divennero il simbolo di una gioventù che ritrovava i giusti valori. Anche i molti film ispirati alla vicenda rappresentano l'orchestra.

## Contesto

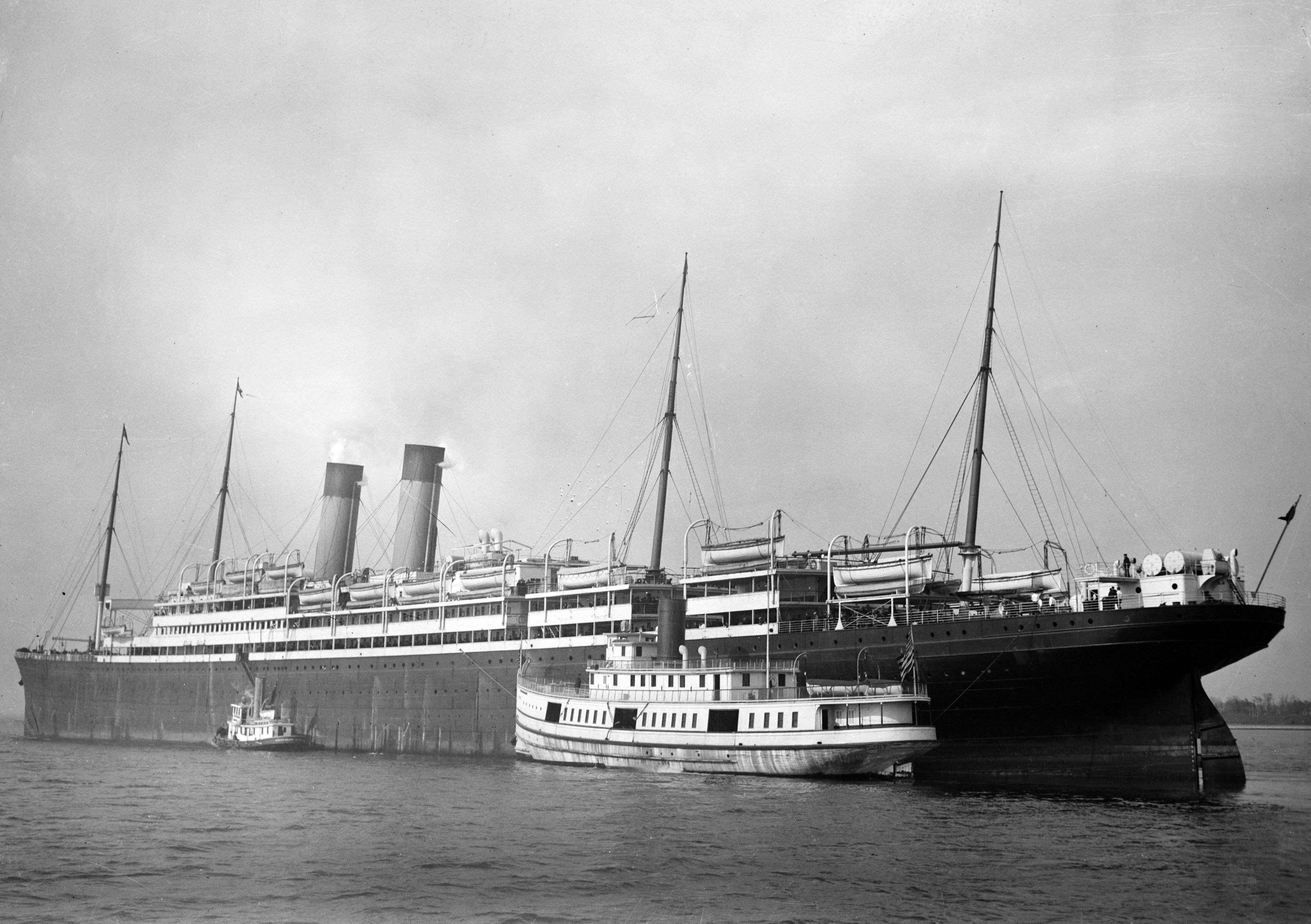
L'Adriatic della White Star Line, prima nave a disporre di un'orchestra professionista, nel 1907.

Agli inizi del XX secolo, più che semplici navi, i transatlantici divennero veri e propri hotel galleggianti di lusso. Lungi dal limitarsi alla presenza dei marinai, gli equipaggi comprendevano uno staff di cuochi, camerieri e stewards il cui ruolo era quello di assicurare ai passeggeri ogni comfort, e fu a bordo di queste navi che si videro per la prima volta gli elementi ormai diventati caratteristici di tutte le grandi imbarcazioni in servizio su lunghe tratte. Tra le nuove disposizioni prese, la comparsa delle orchestre fu una delle più evidenti. In un primo tempo queste orchestre erano costituite dagli stessi passeggeri, successivamente da membri dell'equipaggio che ricoprivano il ruolo di musicisti oltre al loro impiego. In seguito si passò, poco a poco, a orchestre composte da musicisti professionisti. Le prime orchestre di questo tipo apparvero nel 1907 sull'Adriatic della White Star Line. Negli anni che seguirono, i suonatori divennero fondamentali sui più grandi transatlantici del mondo.
Per offrire ai passeggeri i musicisti migliori, le compagnie navali ingaggiavano le orchestre tramite agenzie. La White Star, quindi, non sceglieva e non retribuiva direttamente i componenti delle orchestre, ma li faceva imbarcare come passeggeri paganti e delegava la loro selezione e la loro remunerazione alla Black Talent Agency, un'agenzia di Liverpool che offriva servizi di animazione musicale in numerose occasioni.
I fratelli Charles e Frederick Black, musicisti professionisti a loro volta, erano a capo di questa società che forniva orchestre a hotel lussuosi e compagnie marittime prestigiose, come la White Star Line, la Cunard Line, la Royal Mail Steam Packet Company e l'American Line; in particolare erano l'unica impresa ad occuparsi delle orchestre di bordo delle navi. Le loro pratiche e il trattamento che riservano ai musicisti attirarono su di loro l'ira dell'Amalgamated Musicians' Union (AMU), uno dei principali sindacati di musicisti britannici dell'epoca. Questa collera prese una nuova svolta dopo il naufragio del Titanic, che metteva in luce le loro procedure, e spinse l'AMU a chiedere ai musicisti di scegliere tra l'agenzia dei fratelli Black e il sindacato.

## Composizione dell'orchestra
L'orchestra era divisa in un quintetto e un trio: il primo era composto da Wallace Hartley, John Hume, John Woodward, Frederick Clarke e, alternativamente, Percy Taylor o Théodore Brailey al pianoforte. Il secondo era invece formato da Roger Bricoux, Georges Krins ed il pianista che, di volta in volta, non stava suonando con l'altro gruppo. Questa composizione dei gruppi, che è generalmente la più accettata dagli storici, apre comunque un dibattito. Il trio avrebbe dovuto comprendere una viola, ma non è chiaro se essa fu effettivamente inclusa e, se sì, quale dei musicisti la suonò; di conseguenza, è impossibile stabilire con certezza quale fosse la formazione reale del gruppo.
Due degli orchestrali, Theodore Brailey e Roger Bricoux, avevano precedentemente suonato a bordo del Carpathia, transatlantico della Cunard che recuperò i superstiti del naufragio del Titanic, mentre altri due, John Woodward e John Hume, avevano lavorato in precedenza sull'Olympic, bastimento della White Star gemello del Titanic. Georges Krins, Percy Taylor e Frederick Clarke, invece, non avevano mai suonato a bordo di una nave.

### Wallace Hartley

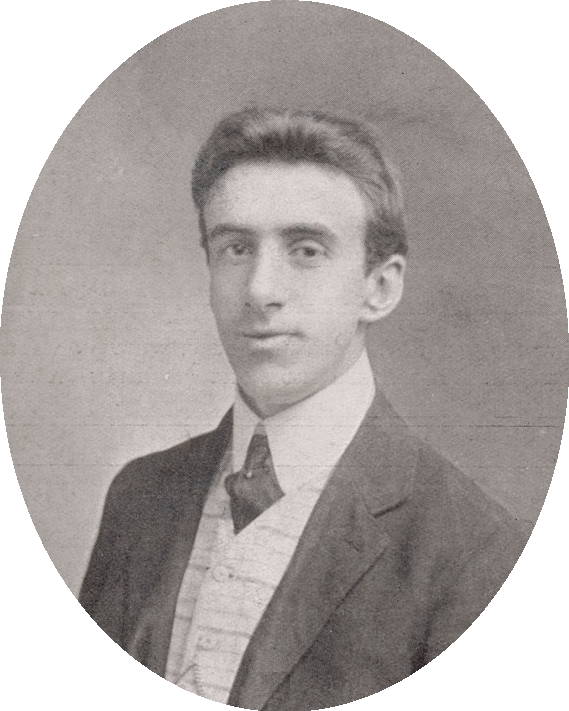
Wallace Hartley fu il direttore d'orchestra del Titanic.

Wallace Henry Hartley era il direttore d'orchestra del Titanic e suonava il violino. Nato il 2 giugno 1878 a Colne, dove crebbe nella tradizione metodista, compì i primi passi nel mondo della musica già durante l'infanzia, in quanto suo padre dirigeva il coro della parrocchia locale. Hartley all'inizio non pensava di fare della musica il suo mestiere e scelse di prendere impiego in un ufficio.
Hartley cominciò a suonare nelle orchestre municipali, per poi specializzarsi. Nel 1909 suonò per la prima volta su una nave, la Lucania della Cunard Line. Seguirono i prestigiosi transatlantici Cunard Lusitania e Mauretania; su quest'ultimo divenne direttore d'orchestra, prima di venire trasferito sul Titanic dai fratelli Black.

### Roger Bricoux
Roger Bricoux, violoncellista, fu l'unico musicista francese a bordo del Titanic. Nacque il 1º giugno 1891 a Cosne-sur-Loire, poi la famiglia si trasferì a Monaco. Venne istruito in Italia negli istituti cattolici, in quanto il principe Alberto I di Monaco aveva separato la Chiesa dallo Stato. Durante i suoi studi venne ammesso a suonare nelle orchestre. Dopo aver studiato al conservatorio di Bologna e a quello di Parigi, si trasferì nel 1910 in Inghilterra per raggiungere l'orchestra del prestigioso Grand Central Hotel di Leeds.
Alla fine del 1911, soggiornò a Lille e suonò in diversi locali della città. S'imbarcò all'inizio del 1912 a bordo del Carpathia della Cunard, insieme a Theodore Brailey: in aprile, furono entrambi trasferiti sul Titanic.

### Theodore Brailey
William Theodore «Theo» Brailey nacque il 25 ottobre 1887 a Walthamstow nell'Essex. Era figlio di «Ronald» Brailey, figura di spicco dello spiritualismo dell'epoca. Mostrò una predisposizione alla musica già dai tempi della scuola. Dopo aver suonato in un hotel, raggiunse il reggimento del Royal Lancashire Fusiliers nel 1902 e si impegnò come musicista per 12 anni. Prestò servizio alle Barbados per poi tornare in Inghilterra e frequentare una scuola di musica, ottenendo degli ottimi risultati.
Nel 1907 abbandonò prematuramente l'esercito. Si appassionò all'aviazione, all'epoca agli albori della sua storia, e si creò una cerchia di amici. Nel 1911 si imbarcò a bordo dei transatlantici, suonando sul Saxonia prima di raggiungere il Carpathia nel 1912: qui incontrò Roger Bricoux ed entrambi si imbarcarono poi sul Titanic, dove lui suonava il pianoforte.

### John «Wes» Woodward
John Wesley Woodward nacque l'11 settembre 1879 a Hill Top vicino a Birmingham. Crebbe in una famiglia legata alla musica, ma molto provata: due dei suoi fratelli e il padre morirono durante la sua infanzia.
A ventisei anni era musicista professionista, dopo aver sostenuto degli esami di violoncello. Nel 1907 raggiunse la prestigiosa orchestra del duca di Devonshire. Dopo un soggiorno nei Caraibi, si appassionò ai viaggi e contattò l'agenzia dei fratelli Black, dalla quale venne scritturato. Nel giugno 1911 era a bordo dell'’Olympic con John Hume. Dopo l'incidente del transatlantico con l'Hawke, Woodward venne trasferito sul Caronia della Cunard. Nell'aprile 1912 si imbarcò sul Titanic con l'intenzione di smettere di suonare sulle navi l'estate seguente.

### John «Jock» Hume

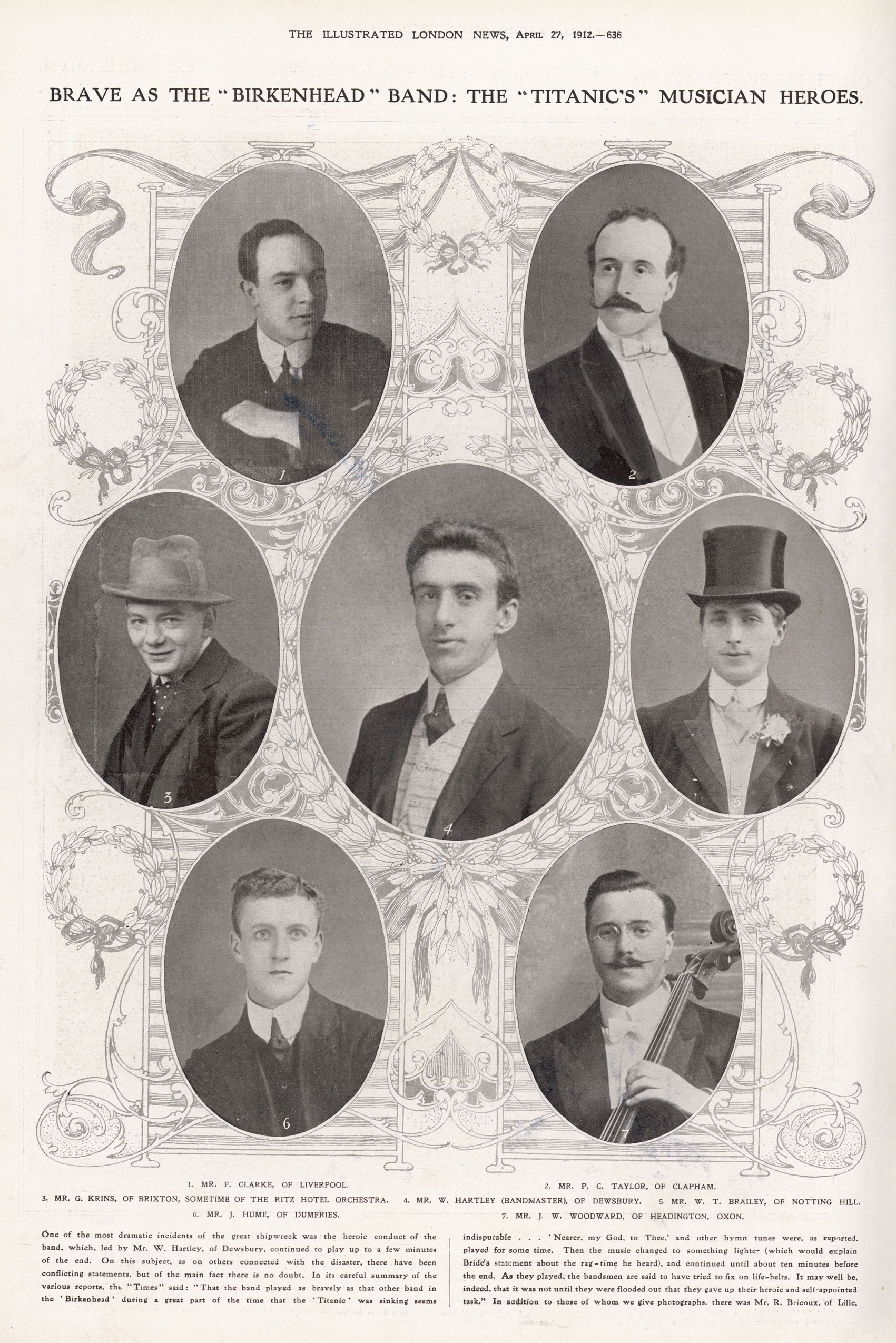
Sette degli otto musicisti del Titanic; Roger Bricoux è assente.

John Law Hume, soprannominato «Jock» da colleghi e amici, nacque il 9 agosto 1890 a Dumfries, in Scozia. Cresciuto anch'esso in una famiglia appassionata di musica (suo padre era insegnante), si distingueva dagli altri per il suo temperamento gioioso e portato allo scherzo. Il padre gli insegnò a suonare il violino durante la sua giovinezza.
Dopo una carriera d'impiegato d'ufficio che non lo soddisfaceva, suonò nelle orchestre della Anchor Line. Passato in seguito alla White Star Line, raggiunse navi importanti come il Celtic, il Megantic e quindi l'Olympic insieme a Wes Woodward. Dopo l'incidente dell'Olympic con l'Hawke, Hume divenne direttore d'orchestra sul Carmania prima di raggiungere il Titanic. In questo periodo venne a sapere che la sua fidanzata Mary Costin era incinta: al suo ritorno avrebbe dovuto sposarla.

### Georges Krins
Georges Alexandre Krins nacque nel 3º arrondissement di Parigi il 18 marzo 1889, da Auguste Adolphe Krins e Louise Clémentine Krins, nata Petit. Era di nazionalità belga. Crebbe a Spa, dove imparò a suonare il violino. Dopo il Conservatorio lavorò nei grandi alberghi di Parigi e Londra, specialmente il Ritz di Piccadilly. Affascinato dalle guerre napoleoniche, desiderava arruolarsi nell'esercito, ma la famiglia lo spinse a scegliere la marina mercantile. Il viaggio del Titanic era il suo primo incarico lavorativo in mare.

### Percy Taylor
Percy Cornelius Taylor era il meno noto dei musicisti del Titanic, essendo cresciuto e avendo vissuto a Londra e non in una piccola comunità. Nacque il 20 marzo 1872. Della sua vita non si hanno notizie, a parte un matrimonio infelice, che potrebbe spiegare la sua decisione di partire per New York. A bordo del Titanic suonava il violoncello e il pianoforte.

### Frederick Clarke
John Frederick Preston Clarke, contrabbassista, era anch'egli poco conosciuto. Nacque il 28 luglio 1883 a Manchester. Si unì all'orchestra sinfonica fondata da suo zio Vasco Akeroyd. Prima di venire ingaggiato per il Titanic suonò in altre orchestre, tra le quali quella per l'incoronazione del re Giorgio V del Regno Unito. Secondo la famiglia, era intenzionato a recarsi negli Stati Uniti imbarcandosi sul Titanic per gestire l'eredità del padre, che era deceduto.

## Storia

### Ingaggio
Quando i fratelli Black appresero di dover ingaggiare l'orchestra per la traversata inaugurale del Titanic, la nave più nuova, grande e lussuosa mai varata, si resero conto della grande opportunità che ciò rappresentava per la loro agenzia. Il primo orchestrale che scelsero, con molto anticipo, fu Wallace Hartley, direttore d'orchestra del RMS Mauretania con tre anni di esperienza come musicista sui bastimenti; per scegliere gli altri componenti fecero affidamento tanto sui loro contatti che sui consigli e sulle proposte di Hartley. Diversi musicisti rifiutarono; tra di essi vi fu il violinista Ernest Drakeford, superstite, tre anni dopo, del naufragio del Lusitania (affondato da un siluro sparato da un sommergibile tedesco).
In aprile Hartley si recò a Liverpool a bordo del Mauretania, accompagnato da Bricoux e Taylor, sbarcati dal Carpathia. Non si sa se i due musicisti abbiano accettato l'ingaggio in seguito alla richiesta di Hartley. Gli otto orchestrali si ritrovarono a Southampton nei giorni precedenti la partenza, alcuni con degli strumenti preziosi: Wes Woodward partì con il suo violoncello migliore e John Hume si imbarcò con due violini da collezione la cui perdita indebiterà per molto tempo la sua famiglia.
I musicisti viaggiavano come passeggeri di seconda classe in seguito a un disaccordo con i sindacati. Questi, indignati per l'abbassamento dei salari da parte della Black Talent Agency, si lamentarono presso la White Star Line e le chiesero di ingaggiare e pagare lei stessa i musicisti. Joseph Bruce Ismay, dirigente della compagnia, rifiutò, ritenendo che la gestione delle orchestre non fosse di sua competenza, e scelse di togliere i suonatori dai registri della nave. Dal momento che non facevano più parte dell'equipaggio, i musicisti vennero imbarcati come normali passeggeri paganti e furono tenuti ad avere con sé 50 £ per espletare le formalità nello sbarco a Ellis Island.

### Imbarco e traversata

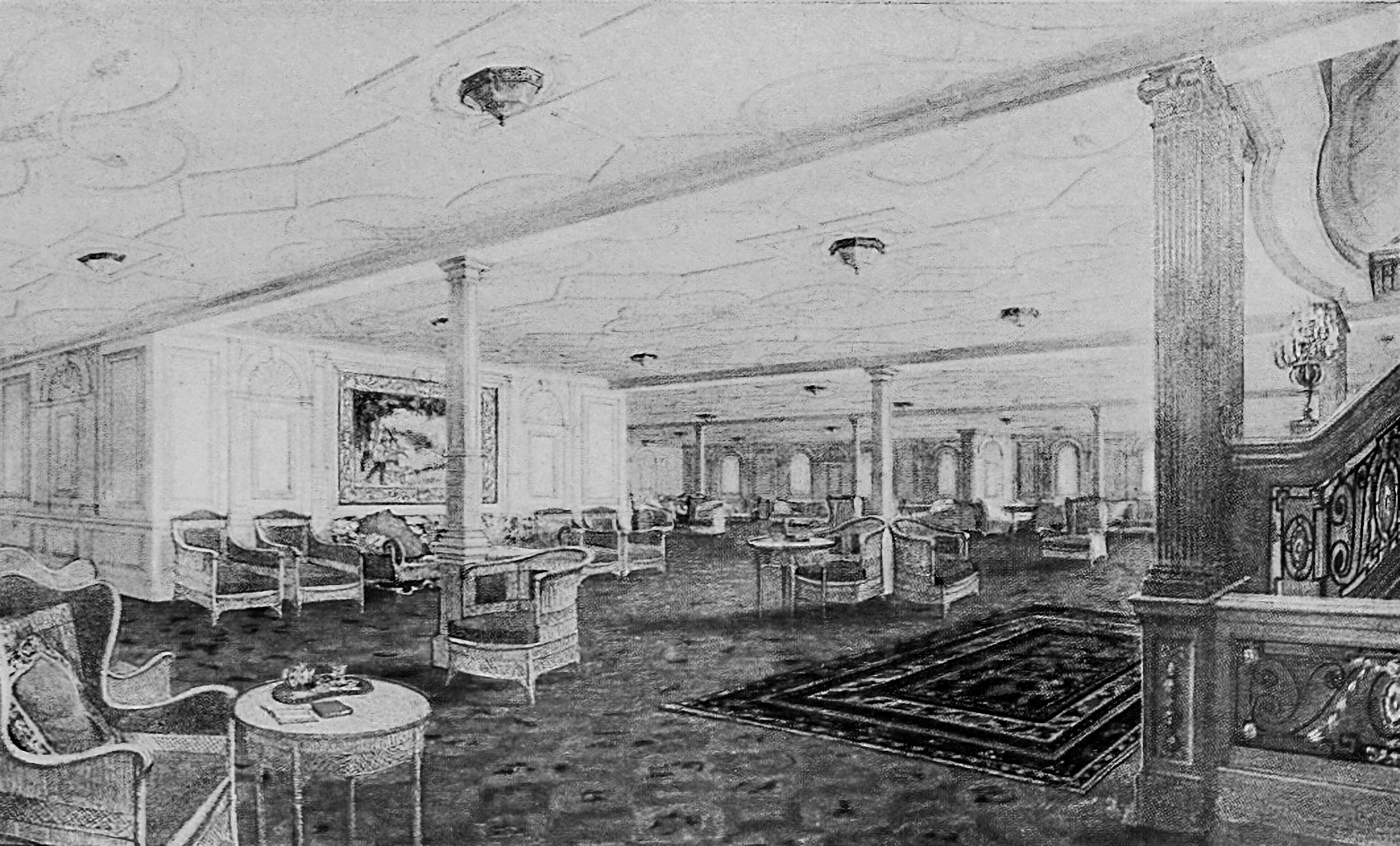
Il quintetto suonava specialmente nella sala di reception di prima classe.

Il 10 aprile 1912, gli otto membri dell'orchestra si imbarcarono a bordo del Titanic dal porto di Southampton, dal quale la nave mollò gli ormeggi intorno a mezzogiorno. Erano iscritti in seconda classe con un unico biglietto, il 250654. L'alloggio preciso dei membri dell'orchestra non è certo; gli vennero assegnate due cabine, di cui una da tre posti nel settore dell'equipaggio, sul ponte E vicino a Scotland Road, e una da cinque posti sullo stesso ponte, che disponeva di un locale dove potevano alloggiare gli strumenti. Il modo in cui i musicisti si divisero le cabine non è certo, ma è probabile che il quintetto si sia riservato la più grande.
Tra tutto ciò che avvenne a bordo del Titanic, non sono noti con certezza molti particolari relativi all'orchestra: la maggior parte di ciò che si sa è stato ricostruito grazie alle testimonianze dei superstiti o supponendo un comportamento uguale a quello delle orchestre delle altre navi dell'epoca. Mentre i passeggeri si imbarcavano, Hartley dirigeva il quintetto sul ponte superiore (o nella sala di reception della prima classe, secondo le versioni). L'orchestra suonava come da tradizione la White Star March, inno della compagnia.
Gli orari e le collocazioni dell'orchestra durante la traversata non sono ben definiti. È indubbio che il trio suonò vicino al Café Parisien, al ristorante À la carte e presso lo scalone di poppa. La compagnia desiderava creare un ambiente francese, cosa che spiega la presenza di Roger Bricoux e Georges Krins; è probabile che il trio abbia eseguito un repertorio speciale dedicato a Parigi, il più importante centro culturale della Belle Époque, periodo storico che si avviò verso la fine proprio con il disastro del Titanic. Per quanto riguarda il quintetto, è tutto piuttosto confuso. In un libro dedicato a una precisa descrizione della nave, Bruce Beveridge cerca di descrivere gli orari del quintetto basandosi su quelli di altre orchestre della White Star, specialmente di quelle della nave gemella del Titanic, l'Olympic: secondo lui, l'orchestra suonava nella sala di reception di prima classe all'ora del tè e dopo cena. Si esibiva anche in cima al grande scalone, dalle undici a mezzogiorno, e presso lo scalone principale di seconda classe, per tre volte al giorno. Pare, invece, che l'orchestra non suonasse durante i pasti. Nella sua opera dedicata all'orchestra, Steve Turner è più evasivo e si accontenta di riportare le testimonianze dei superstiti, che menzionano le esibizioni nel salone all'ora del tè, nel Verandah Café, nel salone di seconda classe e nella sala da pranzo durante i pasti. Uno dei pochi particolari certi è che l'orchestra suonava in questo ambiente la domenica, durante la cerimonia religiosa officiata dal comandante.
L'esibizione dell'orchestra nella sala di reception dopo la cena era probabilmente la più popolare. Si sa poco del successo dell'orchestra del Titanic, ma un confronto con quella dell'Olympic permette di farsene un'idea. Durante le prime traversate, la sala di reception dell'Olympic era affollatissima durante le esibizioni serali, al punto che i passeggeri si sedevano sui gradini dello scalone per ascoltarla. Per questo motivo la sala a bordo del Titanic era stata ingrandita. La romanziera Helen Churchill Candee, superstite del naufragio, disse a proposito dell'orchestra: "Alcuni sostenevano che non sapevano suonare Wagner, altri che il violino non seguiva il tempo. Ma era tanto per fare conversazione, perché niente a bordo era più popolare dell'orchestra. Ciò era dimostrato dal fatto che tutti si rifiutavano di lasciarla. E ciascuno chiedeva il suo motivo preferito." I musicisti erano tenuti a conoscere a memoria tutti i brani contenuti nella selezione imposta dalla White Star Line, in modo da poterli eseguire su richiesta dei passeggeri. È noto che esisteva un libro di musica ufficiale, prodotto dalla Black Talent Agency, che doveva essere padroneggiato dai musicisti e veniva messo anche a disposizione dei viaggiatori. Nonostante ciò, la composizione precisa del repertorio dell'orchestra del Titanic e più precisamente della selezione della White Star Line è sconosciuta. Le testimonianze dei sopravvissuti permettono di farsene un'idea: essi dissero che venivano intonati valzer, musica classica, foxtrot e ragtime, allora all'ultima moda.

### L'orchestra durante il naufragio

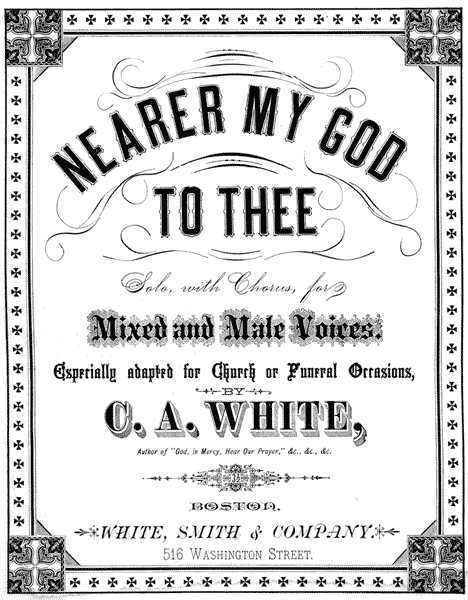
È opinione molto diffusa che l'ultimo brano interpretato dall'orchestra sia stato il cantico Più presso a te, Signor.

Quando appresero che il Titanic aveva urtato un iceberg, il 14 aprile 1912 alle 23.40, nel pieno dell'oceano Atlantico, gli otto musicisti si riunirono per suonare nel salone di prima classe; il naufragio fu l'unica occasione in cui suonarono tutti insieme. L'ordine che venne dato loro fu quello di suonare dei motivi allegri, per evitare il propagarsi del panico tra i passeggeri. Cominciarono a suonare verso mezzanotte e un quarto. Un po' più tardi l'orchestra si spostò verso il grande scalone, dove si trovava un pianoforte. La notte avanzava e i passeggeri cominciavano ad ammassarsi sul ponte per prendere posto sulle lance di salvataggio. Anche l'orchestra vi si recò e restò a tribordo, vicino alla palestra, all'altezza della seconda ciminiera.
Poche fonti menzionano il numero di musicisti presenti in quel momento; alcuni dubitano che fosse possibile suonare il violoncello sul ponte ormai inclinato durante il naufragio. Il ruolo dei due pianisti è ancora più incerto, in quanto è poco probabile che un pianoforte sia stato spostato all'esterno. Nonostante ciò, le poche fonti lasciano supporre che l'orchestra fosse riunita al gran completo. L'impegno dell'orchestra non venne mai smentito. Il secondo ufficiale Charles Lightoller, che tra i marinai sopravvissuti alla tragedia fu quello più anziano e di grado maggiore, dichiarò di ritenere che il fatto che l'orchestra abbia continuato a suonare sia stato di grande aiuto per mantenere la calma durante il caricamento delle scialuppe:
«In generale non amo la musica jazz, ma sono stato felice di sentirla quella notte. Penso che ci sia stata d'aiuto».
Questo parere non è unanime: secondo lo storico Senan Molony, autore di numerose opere sul naufragio, la musica suonata dall'orchestra avrebbe creato un senso di sicurezza che persuase numerosi passeggeri a restare a bordo credendo che la situazione non stesse degenerando, condannandoli a morte.
La leggenda dell'orchestra del Titanic ruota anche intorno all'ultimo brano suonato. La maggior parte delle testimonianze affermano che l'orchestra avrebbe suonato fino alle 2:00 circa, orario in cui l'inclinazione assunta dalla nave, che si inabissò completamente venti minuti dopo, avrebbe ormai impedito ai musicisti di continuare a tenere gli strumenti. L'ultimo motivo interpretato è spesso ritenuto essere Più presso a te, Signor, ma altre testimonianze sono discordi. L'operatore telegrafico Harold Bride, infatti, disse di ricordare con certezza di aver sentito suonare il cantico Autumn. È piuttosto probabile, però, che Bride si sia confuso con il valzer Songe d'Automne, che apparteneva al repertorio dell'orchestra e avrebbe potuto essere suonato facilmente, anche nonostante le difficili condizioni rappresentate dall'oscurità e dall'inclinazione. Per il colonnello Archibald Gracie IV, che restò a bordo fino all'ultimo momento e si salvò aggrappandosi alla lancia di salvataggio pieghevole comandata da Lightoller, era invece poco probabile che l'orchestra avesse suonato questo inno molto conosciuto, perché ciò avrebbe sicuramente creato il panico.
Lo storico Walter Lord, nella sua opera Titanic. La vera storia, considera la testimonianza di Bride come la più credibile e ritiene che l'esecuzione di Più presso a te, Signor è probabilmente una leggenda diffusa dalla stampa all'indomani del naufragio. Questa ipotesi è comunque verosimile e numerosi fatti contribuiscono a sostenerla. Si sa con certezza, infatti, che Wallace Hartley stesso, mentre lavorava a bordo del Mauretania, aveva dichiarato che, se si fosse trovato su una nave durante un naufragio rimanendo in grado di suonare, avrebbe sicuramente eseguito Più presso a te, Signor.
Il professore e musicologo J. Marshall Bevil ha condotto nel 1999 uno studio per determinare quali potessero essere gli ultimi brani eseguiti, fondandosi sulle testimonianze, ma anche sulla somiglianza tra i diversi pezzi menzionati, che avrebbero potuto generare confusione. Bevil si dichiara certo che il brano che Bride considerò essere Autumn sia in realtà il valzer Songe d'Automne, che potrebbe essere stato suonato durante gli ultimi istanti, ma allo stesso tempo afferma anche che l'orchestra avrebbe avuto il tempo di suonare Più presso a te, Signor prima che la nave affondasse. Se così fosse potrebbe essersi trattato allora della versione Proprior Deo, versione metodista apprezzata da Hartley. Questa è molto simile alla versione Bethany, molto più conosciuta negli Stati Uniti, e ciò spiegherebbe l'eventuale confusione.

## Posterità

### Reazione della stampa
I primi contatti della stampa con i resoconti del naufragio del Titanic ebbero luogo la sera del 18 aprile, quando i superstiti arrivarono a New York a bordo del Carpathia. Numerosi giornalisti si riversarono nel porto sperando di poter strappare un'intervista che avrebbe potuto rivelarsi uno scoop. Il più fortunato tra loro fu Carlos Hurd, che si trovava a bordo del Carpathia al momento del salvataggio ed ebbe quindi più tempo a disposizione per poter intervistare i sopravvissuti. Il suo articolo giunse in redazione e venne pubblicato nel numero del 18 aprile dell'Evening World. Per la prima volta l'eroismo dell'orchestra venne descritto dalla stampa.
Lo stesso giorno, Carr Van Anda, direttore editoriale del New York Times ottenne l'esclusiva dell'intervista all'operatore Harold Bride. Questi, rimasto sulla nave fino all'ultimo momento, raccontò di come l'orchestra avesse compiuto quello che secondo lui fu l'atto più eroico di quella notte, continuando a suonare fino alla fine. La stampa si appassionò subito all'idea dell'orchestra e della sua impresa: le furono dedicate le prime pagine e la partitura di Più presso a te, Signor, pubblicata in suo onore, vendette decine di migliaia di copie. I volti dei musicisti vennero mostrati al pubblico grazie a un montaggio fotografico pubblicato dall'Illustrated London News, che mostrava i ritratti di sette degli otto componenti dell'orchestra: l'unico mancante era Bricoux, la cui famiglia non riuscì a inviare in tempo una fotografia.
Per i giornali dell'epoca, l'orchestra del Titanic diventò anche un simbolo di virtù. In un'epoca in cui la gioventù veniva considerata pigra, irrispettosa e lontana dai valori religiosi, l'idea che alcuni giovani uomini fossero rimasti a compimento del proprio dovere finché fu loro possibile in una condizione che li avrebbe certamente portati e che li portò alla morte, avendo piena consapevolezza di ciò e, oltretutto, intonando un inno religioso, colpì l'opinione pubblica. Gli otto musicisti furono ritenuti portatori di quei valori che si credevano ormai perduti nei giovani della loro generazione. Il tema dell'orchestra del Titanic come icona di stoicismo, della carità cristiana e della virtù era ricorrente nei giornali dell'epoca.

### Omaggi

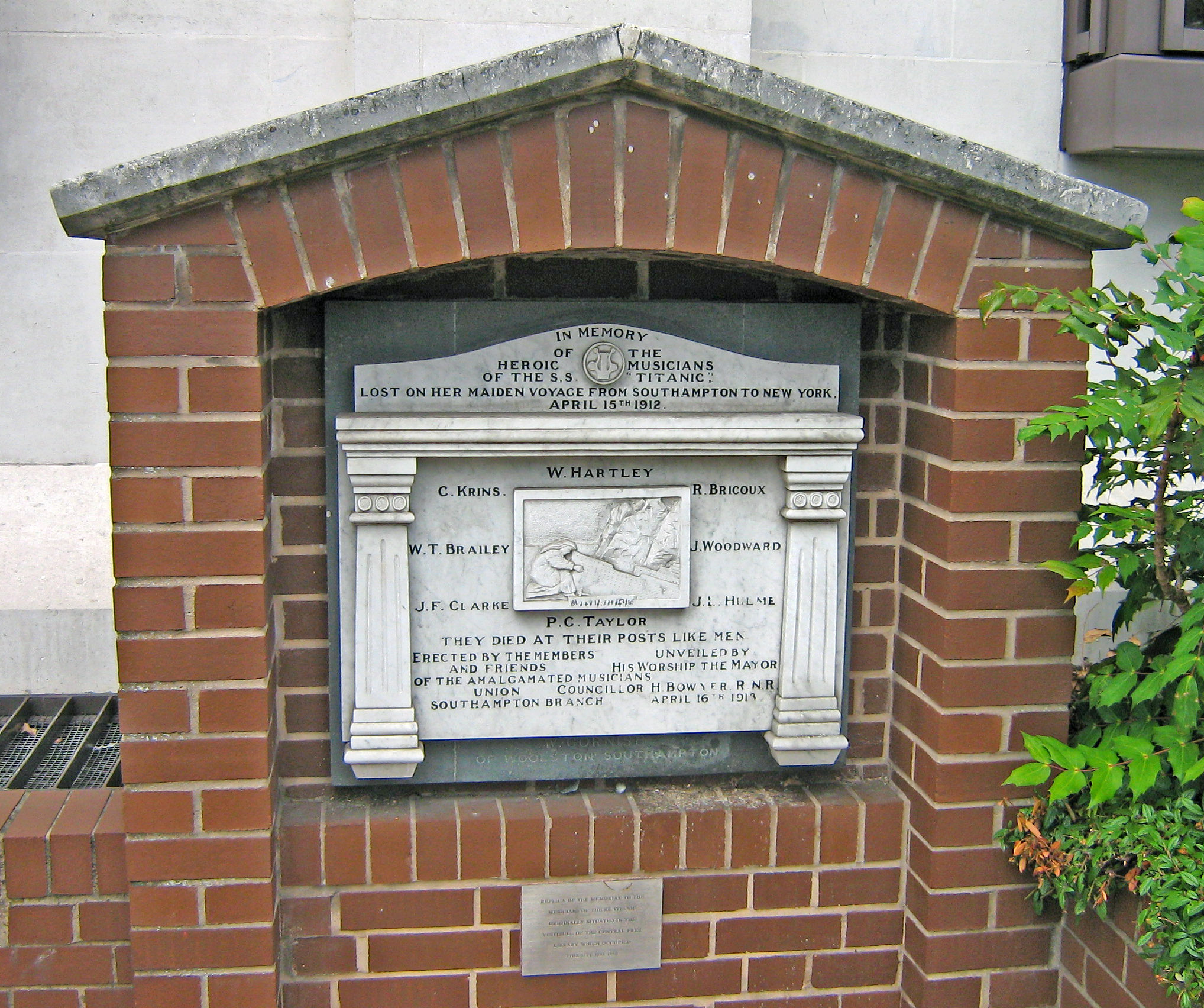
Il Titanic Musician's Memorial

Il coraggio e le gesta dei musicisti dell'orchestra del Titanic durante il naufragio suscitarono una forte commozione a livello internazionale. Il 9 maggio 1912 fu donato un concerto all'Apollo Club di Brooklyn, per venire «in aiuto delle famiglie dei musicisti periti durante il naufragio del Titanic». Il 24 maggio venne dato un concerto al Royal Albert Hall di Londra, al quale parteciparono più di 500 musicisti delle sette più grandi orchestre londinesi, alla presenza di più di 10.000 spettatori. 30.000 persone parteciparono ai funerali di Wallace Hartley a Colne, l'unico sepolto in Inghilterra. Gli altri due corpi recuperati dalla nave inviata sul posto a cercare le spoglie delle vittime (la Mackay-Bennett), quelli di John Hume e John Clarke, sono sepolti a Halifax.
Ci furono anche dei risvolti negativi: il padre di John Hume ricevette una lettera in cui la Black Talent Agency gli chiese di pagare alla compagnia la somma di 14 scellini e 7 pence per rimborsare la perdita dell'uniforme durante il naufragio. Nel corso di numerosi processi (spesso a sfavore dei musicisti), l'agenzia dei fratelli Black e la White Star Line si rilanciarono la responsabilità dell'assicurazione dei musicisti. La stampa, scioccata, si prese carico della spesa e creò un fondo di sostegno. L'Amalgamated Musicians Union ne uscì più forte e riuscì a imporre delle condizioni ai fratelli Black.
Vennero eretti vari memoriali in onore dei musicisti. A Southampton, il Titanic Musicians' Memorial venne inaugurato il 19 aprile 1913 nella biblioteca della città. Un busto che rappresenta Wallace Hartley viene eretto su uno zoccolo di marmo, nel parco della città di Colne, nel Lancashire, dove era nato e dove è stato sepolto. Il direttore d'orchestra appare anche in un affresco che rievoca la storia della città. Una targa in suo onore è affissa sulla sua casa di West Park Street, a Dewsbury, nel West Yorkshire.
Una targa in memoria degli otto musicisti fu inaugurata il 4 novembre 1912 nella Philharmonic Hall di Liverpool; sopravvisse a un incendio nel 1933, e ai bombardamenti della Luftwaffe durante la Seconda Guerra mondiale. Una targa in memoria di Roger Bricoux venne installata il 2 novembre 2000 a Cosne-sur-Loire, la città dove era nato, dall'Association française du Titanic (AFT). Lo stesso anno l'AFT si occupò anche della sua riabilitazione, in quanto, siccome negli Stati Uniti era stato dimenticato di inviare il suo certificato di morte, il violoncellista francese era stato etichettato come un disertore durante la mobilitazione generale per la prima guerra mondiale. Una targa in memoria di Georges Krins fu invece installata il 14 settembre 2002 nella città belga di Spa (conosciuta in tutto il mondo per le sue acque termali), al numero civico 21 della place Royale, dove aveva vissuto.
Nel 1997, il musicista Ian Whitcomb venne nominato ai Grammy Awards per un album che contiene dei motivi che potrebbero essere stati suonati dall'orchestra.

### Al cinema
Le vicende dell'orchestra durante quella notte appaiono nella maggior parte dei film sulla catastrofe. In Titanic, latitudine 41 nord (film del 1958), Hartley è interpretato da Charles Belchier, l'orchestra suona, come nella realtà, sul ponte, e intona l'inno Più presso a te, Signor prima che la nave affondi, nella versione Horbury. Gli altri film privilegiano invece la versione Bethany, che è presente nella produzione nazista del 1943 Titanic e nel film hollywoodiano omonimo del 1953. Quest'ultimo presenta, in modo errato, un'orchestra di ottoni.
In Titanic, pluripremiato colossal diretto da James Cameron nel 1997, l'orchestra è composta da sei elementi anziché otto, con il direttore Hartley interpretato da Jonathan Evans-Jones e gli altri musicisti dal quintetto I Salonisti: Lorenz Hasler, Thomas Füri, Ferenc Szedlák, Béla Szedlák e Werner Giger. L'orchestra suona per i passeggeri di prima classe durante i pasti, durante la cerimonia religiosa ed anche in altre scene, interpretando dei motivi molto probabilmente contenuti nel repertorio della White Star Line, come Alexander's Ragtime Band, un motivo in voga nel 1911, oppure il valzer austriaco Sul bel Danubio blu. Durante il naufragio uno dei musicisti chiede ad Hartley che senso abbia continuare a suonare, visto che tutti i passeggeri sono ormai nel panico: "A che serve? Nessuno ci sta ascoltando!", ed il direttore gli risponde: "Beh, non ci ascoltano neanche a cena! Forza, suoniamo, almeno ci riscalderemo! Orfeo!", quindi il gruppo esegue il Galop infernal dall'operetta Orfeo all'inferno di Jacques Offenbach; un attimo dopo il personaggio di Tommy Ryan, interpretato da Jason Barry, afferma sarcastico: "Forse si annega meglio con la musica, adesso so che sto in prima classe!". In seguito, nei momenti finali dell'affondamento, dopo che i membri dell'orchestra si sono salutati una prima volta, Hartley inizia ad intornare Più presso a te, Signor da solo; gli altri musicisti, sentendolo, tornano a suonare con lui, ed al termine dell'esecuzione il direttore saluta definitivamente i colleghi dicendo: "Signori, è stato un onore suonare con voi stasera!". Queste frasi sono diventate celebri e sono state riprese in I Simpson - Il film e in Osmosis Jones.

### Nella musica
Il compositore inglese Gavin Bryars ha composto tra il 1969 e il 1972 una pièce intitolata "The Sinking of the Titanic", ispirata alla storia dell'orchestra la sera della catastrofe. L'obiettivo di Bryars durante la composizione dell'opera era quello di ricreare il suono del brano nell'acqua: